# Stavros Pīlios
Stauros Pīlios (in greco Σταύρος Πήλιος?; Giannina, 10 dicembre 2000) è un calciatore greco, difensore dell'AEK Atene.

## Carriera
Cresciuto nel settore giovanile del PAS Giannina, debutta in prima squadra il 2 ottobre 2019, in occasione dell'incontro di Kypello Ellados vinto per 0-2 contro l'Enōsī Panaspropyrgiakou-Doxas. Al termine della stagione 2019-2020 contribuisce alla promozione della squadra in massima divisione; il 31 gennaio 2021 debutta in Souper Ligka Ellada, disputando l'incontro perso per 0-1 contro l'Atromītos.

## Statistiche

### Presenze e reti nei club
Statistiche aggiornate al 5 aprile 2023.
| Stagione            | Squadra             | Campionato          | Campionato | Campionato | Coppe nazionali | Coppe nazionali | Coppe nazionali | Coppe continentali | Coppe continentali | Coppe continentali | Altre coppe | Altre coppe | Altre coppe | Totale | Totale |
| Stagione            | Squadra             | Comp                | Pres       | Reti       | Comp            | Pres            | Reti            | Comp               | Pres               | Reti               | Comp        | Pres        | Reti        | Pres   | Reti   |
| ------------------- | ------------------- | ------------------- | ---------- | ---------- | --------------- | --------------- | --------------- | ------------------ | ------------------ | ------------------ | ----------- | ----------- | ----------- | ------ | ------ |
| 2019-2020           | PAS Giannina        | SL2                 | 2          | 0          | CG              | 2               | 1               |                    | -                  | -                  |             | -           | -           | 4      | 1      |
| 2020-2021           | PAS Giannina        | SL                  | 2+5        | 0          | CG              | 1               | 0               |                    | -                  | -                  |             | -           | -           | 8      | 0      |
| 2021-2022           | Īraklīs             | SL2                 | 28         | 2          | CG              | 2               | 0               |                    | -                  | -                  |             | -           | -           | 30     | 2      |
| 2022-2023           | PAS Giannina        | SL                  | 17+2       | 0          | CG              | 1               | 0               |                    | -                  | -                  |             | -           | -           | 20     | 0      |
| Totale PAS Giannina | Totale PAS Giannina | Totale PAS Giannina | 21+7       | 0          |                 | 4               | 1               |                    | -                  | -                  |             | -           | -           | 32     | 1      |
| Totale carriera     | Totale carriera     | Totale carriera     | 56         | 2          |                 | 6               | 1               |                    | -                  | -                  |             | -           | -           | 62     | 3      |

## Palmarès

### Club

#### Competizioni nazionali
- Souper Ligka Ellada 2: 1

PAS Giannina: 2019-2020